# 优诺语
优诺语又称尤诺语，系属苗瑶语系苗语支，为部分自称“优诺”（国际音标：[ʑou13nɔ13]）的瑶族所说的语言。该语言使用于广西壮族自治区龙胜各族自治县和临桂区部分乡镇以及周边地区，仅有4600余名使用者，为一门濒危语言:315。

## 使用族群

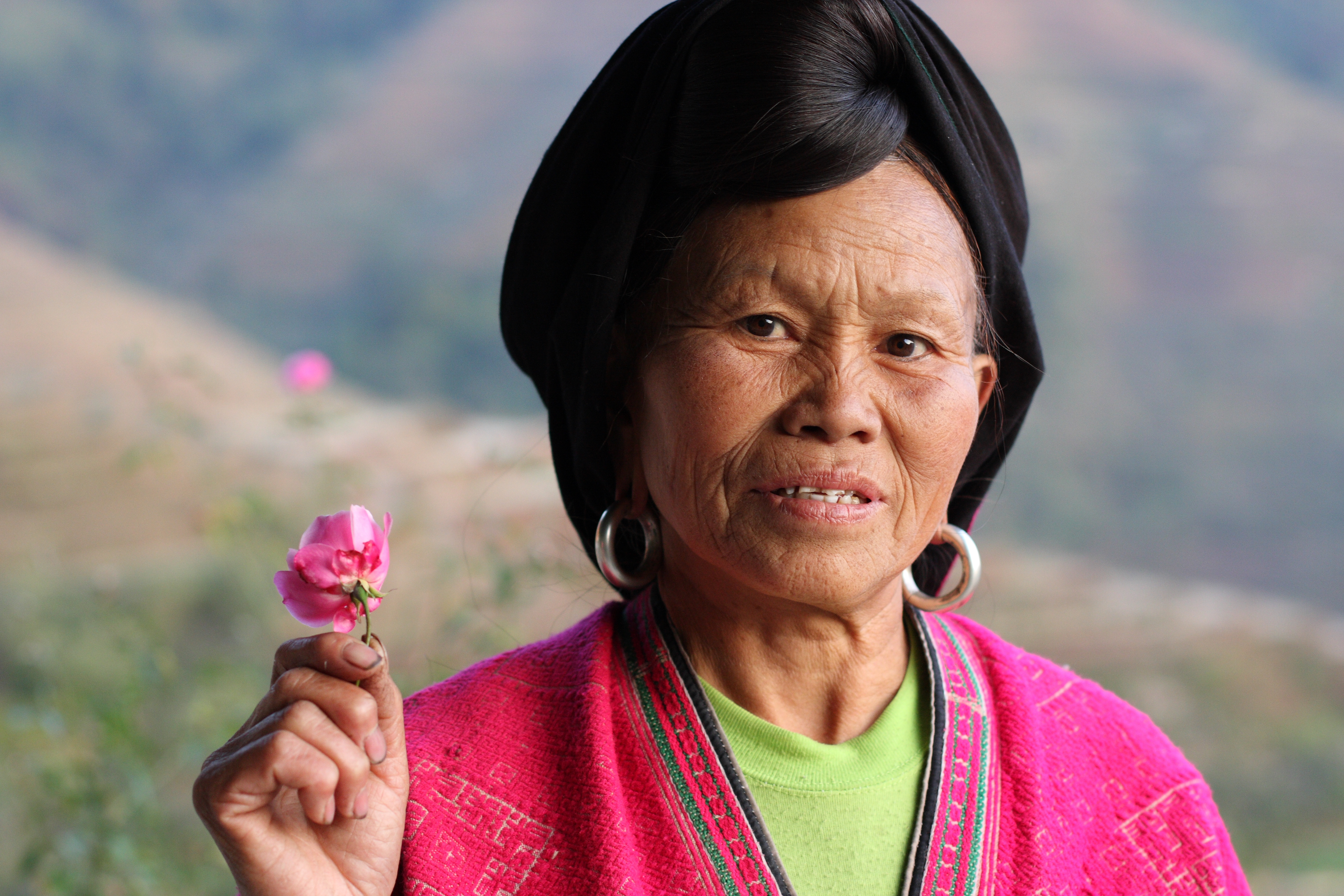
龙胜龙脊田头寨的一位红瑶妇女

优诺语的使用族群为红瑶，红瑶主要分布于贵州、湖南、广西交界地带，使用巴哼语、唔奈语、优诺语等语言。其中，生活于广西壮族自治区龙胜各族自治县的红瑶人自称优诺、优念:1。被称为“平话红瑶”的优念人有1万余人，转用汉语平话系统的优念话。被称为“山话红瑶”的优诺人分布于龙胜各族自治县龙脊镇、泗水乡、马堤乡的十几个村寨，使用苗瑶语系的优诺语，有约0.46万人:1。操优诺语的红瑶，大多为双语人群，能掌握当地通用语桂柳话，有些也能掌握普通话。
山话红瑶同使用优念话的平话红瑶服饰相近，民族意识、心理素质和宗教信仰基本相同，具有共同的族群认同。根据红瑶民间传说，红瑶祖先自山东青州分多部迁徙而来，辗转迁徙六七百年，最终于广西义宁、龙胜等地会合，但语言已经大不相同。毛宗武等人认为，苗瑶先民因统治者压迫而被迫迁徙，在迁徙的瑶族中的一支可能与汉族群体同流共徙而逐渐转用汉话，其余红瑶则使用巴哼语、优诺语等苗瑶语族语言:6。

## 研究历史及系属
作为苗语支中较为特殊的一门语言，优诺语的系属一直存在争议。1957年，中国科学院中国少数民族语言调查小组瑶语组曾对优诺语进行调查，但当时并未进行深入研究:315。1982年的《瑶族语言简志》将优诺语同巴哼语、炯奈语一并视为布努语的方言。次年，陈其光对龙胜优诺语进行了补充调查。
1997年毛宗武、李云兵等人对龙胜县的优诺语进行了全面而系统的调查，并根据无复辅音等特点将优诺语视为苗语支中的一个独立语言，同苗语、布努语、巴哼语、炯奈语、畲语并列。2003年，王士元、邓晓华等人通过统计基本词汇当中同源词的数量对苗瑶语系语言进行了重新分类，他们认为优诺语与巴哼语关系最近，湘西苗语次之，而与布努语关系甚远。2007年，毛宗武、李云兵等人的《优诺语研究》出版。毛宗武等人在该书中详细叙述了龙胜县优诺语的语音、词汇和语法，并记录了大量词汇和语料。但至今仍无临桂区优诺语的调查资料。

## 音系
优诺语音系较为简单，该语言为苗语支中唯一没有复辅音的语言。且该语言无-m、-p、-t、-k韵尾，仅有-n、-ŋ和弱化入声韵尾-ʔ。长期受平话影响使其音系在形式上十分接近于平话方言。

### 声母
优诺语有声母37个左右，各方言点声母有所不同，如小寨优诺语有40个声母:14，黄落优诺语有36个声母，黄落话比小寨话少黄落话无[ʦʲ]、[ʦʰʲ]、[sʲ]、[vʲ]四个声母。优诺语中，塞音和塞擦音均为清音且存在送气对立，擦音有清浊对立，清擦音皆为送气音:19。
优诺语小寨话的声母如下表。
|               |        | 塞音   | 塞音 | 塞擦音 | 塞擦音 | 擦音 | 擦音 | 鼻音 | 鼻音 | 边近音 | 边近音 |
| 不送气        | 送气   | 不送气 | 送气 | 浊音   | 清音   | 浊音 | 清音 | 浊音 | 清音 |        |        |
| ------------- | ------ | ------ | ---- | ------ | ------ | ---- | ---- | ---- | ---- | ------ | ------ |
| 唇音          | 一般   | p      | pʰ   |        |        | v    | f    | m    |      |        |        |
| 唇音          | 腭音化 | pʲ     | pʰʲ  |        |        | vʲ   | fʲ   | mʲ   |      |        |        |
| 齿龈音        | 一般   | t      | tʰ   | ʦ      | ʦʰ     |      | s    | n    |      | l      | l̥      |
| 齿龈音        | 腭音化 | tʲ     | tʰʲ  | ʦʲ     | ʦʰʲ    |      | sʲ   |      |      | lʲ     | l̥ʲ     |
| 龈颚音        | 一般   |        |      | ʨ      | ʨʰ     | ʑ    | ɕ    | ȵ    |      |        |        |
| 龈颚音        | 一般   | k      | kʰ   |        |        |      | h    | ŋ    | ŋ̊    |        |        |
| 软腭音 声门音 | 腭音化 | kʲ     | kʰʲ  |        |        |      |      |      |      |        |        |
| 软腭音 声门音 | 唇音化 | kʷ     | kʰʷ  |        |        |      | hʷ   |      |      |        |        |

- l̥的实际音值接近清齿龈边擦音ɬ。
- ŋ可自成音节ŋ̩。ŋ̊仅仅可以与ŋ组成无韵母的音节，如ŋ̊ŋ33（醉）。

### 韵母
不考虑入声调的韵尾-ʔ时，优诺语有约22个韵母。其中7个单韵母。
| 单韵母 | -i  | -u  | -n | -ŋ |
| ------ | --- | --- | -- | -- |
| i      |     | ieu | in |    |
| e      | ei  |     |    | eŋ |
| a      | ɐi  | ɑu  | ɐn | ɑŋ |
| ɔ      |     |     |    |    |
| o      |     | ou  |    | oŋ |
| u      | uei |     | un | uŋ |
| ə      |     |     | ən | əŋ |

元音[ɔ]出现的频率很低，但同[o]存在对立。黄诺优诺语的韵母[u]，在腭化音声母以及舌面前塞擦音、擦音声母后读[y]。

### 声调
优诺语的声调来源于古苗语八个调类。其中小寨优诺语有6个调值、黄落优诺语有5个调值。同汉语以及多数苗瑶语不同的是，优诺语没有明显的连续变调。
| 古声调 | 古声母 | 调类 | 调值       | 调值       | 例字             | 例字             |
| 古声调 | 古声母 | 调类 | 小寨:18    | 黄落:22    | 小寨             | 黄落             |
| ------ | ------ | ---- | ---------- | ---------- | ---------------- | ---------------- |
| A 平声 | 清     | 阴平 | 33˧˧       | 33˧˧       | ŋe33 tieu33 猴子 | ŋe33 tieu33 猴子 |
| A 平声 | 浊     | 阳平 | 13˩˧       | 13˩˧       | tieu13 九        | tieu13 九        |
| B 上声 | 清     | 上声 | 22˨˨       | 22˨˨       | tieu22 等候      | tieu22 等候      |
| B 上声 | 浊     | 上声 | 22˨˨       | 22˨˨       | to22 火          | to22 火          |
| C 去声 | 清     | 阴去 | 35˧˥       | 53˥˧       | tieu35 歪        | tieu53 饱满      |
| C 去声 | 浊     | 阳去 | 31˧˩       | 22˨˨(上声) | tu31 渡          | tʰieu22 就       |
| D 入声 | 清     | 阴入 | 53˥˧       | 53˥˧(阴去) | tieu53 笑        | tieu53 笑        |
| D 入声 | 浊     | 阳入 | 31˧˩(阳去) | 31˧˩       | tu31 咬          | tu31 咬          |

古苗瑶语的上声在优诺语中未出现分化，因而使用同一个调值。在小寨优诺语中，阳入合并至阳去，保留了阴入调。而在黄落优诺语中，阴入调合并到阴去，保留了阳入，而阳去则因此合并到上声:23。

## 词汇

### 词类
就词类而言，优诺语名词、代词、指示词、数词、量词、动词、形容词、状词、副词、连词、介词、助词、叹词等十三类词。其中前八类为实词，后五类为虚词:55。

### 构成形式
从音节构成来看，优诺语中有单音节词和多音节词；从语素构造和语义构成来看，优诺语中的存在单纯词和合成词。
优诺语后缀不发达，目前仅发现了一个后缀tuŋ33，相当于汉语中的“子”或“仔”，由实词tuŋ33（子、儿子）演变而来。如haŋ33tuŋ33表示小河，mui31tuŋ33表示姑娘，tʰou22 tuŋ33kou35表示戒指等:26-27。优诺语前缀有kə33、pa22两个，这两个前缀正处于逐渐消失状态:25-26。

### 数词
优诺语最具特色的特点之一是其使用两套数词系统，这两套数词来源不同，充当不同语法功能，一般不能相互替换。优诺语有基数词、序数词两种数词。
|          | 一   | 二   | 三    | 四    | 五   | 六    | 七    | 八   | 九    | 十    |
| -------- | ---- | ---- | ----- | ----- | ---- | ----- | ----- | ---- | ----- | ----- |
| 第一层次 | ʑe22 | u33  | pʲe33 | pɔ33  | pi33 | tʲe35 | saŋ31 | ʑa31 | tiu13 | kɔ31  |
| 第二层次 | ʑe53 | ȵi31 | l̥uŋ33 | l̥ei33 | ŋ̩22  | lʲe31 | tʰa53 | pɔ53 | kiu35 | sʲe31 |

第一层次的数词大多来自古苗瑶语，可以单独使用，也可以组成数量词组或充当句子成分。而第二层次的数词来自近代当地汉语方言土语，带有方音色彩。在优诺语中，第二层次数词一般不能单独使用，需要充当语素组成十以上的合成数词。
优诺语有四个计位数词：sə31（十）、pe53（百）、tʰeŋ33（千）、vuŋ31（万），这些数词都来自汉语。构成合成数词时，表相加关系的，计位数词在第二层数词之前；表相乘关系的，计位数词在第二层数词之后；若数词末尾为计位数词，则可将该计位数词省略，而数词头一位数为一且末尾为计位数词时，头尾皆可省略，如ʑe22 pe53 tʰa53 sʲe31（一百七十）亦可做pe53 tʰa53（百七）。二十及以后的数字中的“十”使用第二层次的数词sʲe31，二十之前十之后则使用计位数词sə31，单用“十”则用第一层次的数词kɔ31。但当“十”后数字为ŋ̩22（五）时，“十”使用sə31的变体sən31。
优诺语中存在序数词前缀te31，相当于汉语的“第”，但该前缀只用于十以下的数字。构成序数词时，十以下的数字由te31加第二层次数词，十以上则直接使用是第二层次合成数词。
此外，优诺语还具有lən22（零）和nən22（半）。其中lən22为汉语借词，用法与汉语相同。lən22（半）的用法与核心数词相似，也可以在其前面加第一层次数词ʑe22（一），即ʑe22lən22（一半）:68-74。

## 语法
优诺语是典型的分析语。其语法同苗瑶语族其他语言大同小异，但其语法受到的汉语的影响很大:55。优诺语的指示代词一般后置，这点不同于汉语但相似于苗瑶语和侗台语，如lən22o33no22（这件衣服）。:66-68

## 方言及文字
优诺语有柳田、金江两个方言。柳田方言分布于和平乡的柳田（包括小寨）、新禄、金坑等村寨，金江方言分布于金江（包括黄落）、龙脊等村寨。尽管两方言在语音、词汇方面差异明显，但相对于其他苗瑶语，优诺语方言间差异程度仍很小。两种方言间可以自由沟通:155。
目前优诺语尚无书写系统，仅为口语。讲优诺语的红瑶在日常生产生活中一般以汉语汉字作为书面交际工具。而学术界通常使用国际音标为其注音以进行研究。